# Karol Brzostowski

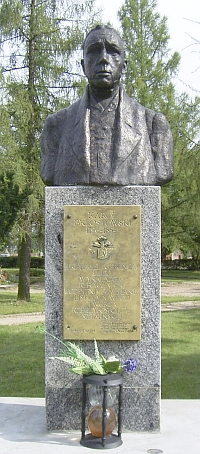
Popiersie Karola Brzostowskiego w Sztabinie

Hrabia Karol Brzostowski (ur. 11 lutego 1796 w Michaliszkach, zm. 25 lipca 1854 w Paryżu) – reformator społeczny, właściciel ziemski, twórca Rzeczypospolitej Sztabińskiej, producent maszyn rolniczych oraz konstruktor mechanicznej dojarki pedałowej i młocarni-sieczkarni.

## Życiorys

### Lata młodości
Syn Michała Hieronima i Ewy Chreptowiczówny, córki Joachima Litawora Chreptowicza urodził się 11 lutego 1796 roku w Michaliszkach na Wileńszczyźnie. Kiedy miał 10 lat zmarł mu ojciec, a kilka lat później matka. Po ojcu odziedziczył dobra na Litwie: Michaliszki, Czechy, i Markuny oraz prawo do dóbr starostwa bystrzyckiego. W spadku po matce otrzymał dobra sztabińskie oraz pałac w Warszawie, który odsprzedał Elertowi. Koligacje Brzostowskich z Chreptowiczami i Radziwiłłami oraz innymi słynnymi rodami utorowały mu drogę do kariery wojskowej i państwowej. Dzieciństwo i wczesną młodość spędził w domu rodziców i majątku Chreptowiczów. Uczęszczał do szkół w Wilnie i we Francji. Opanował biegle języki: francuski, niemiecki i łaciński. Od młodości zdradzał niepospolite talenty w zakresie nauk ścisłych, szczególnie mechaniki i fizyki. Dopomogło mu to podczas służby w wojsku w opanowaniu inżynierii wojskowej i w szybkim awansie.
W 1815 roku, jeszcze niepełnoletni, został uwłasnowolniony. Próbował uporządkować sprawy majątkowe, a szczególnie olbrzymie długi po rodzicach. Zniechęcony piętrzącymi się trudnościami i zawikłanymi pretensjami wierzycieli, Brzostowski postanowił spróbować kariery wojskowej. Wstąpił do wojska Królestwa Polskiego i służył jako adiutant polowy generała Rożnieckiego. 10 marca 1818 roku złożył dymisję dla słabości zdrowia z pozwoleniem noszenia munduru. Podczas służby zajmował się nauką inżynierii wojskowej. Prawdopodobnie przeszedł praktykę w którymś z zakładów produkujących uzbrojenie. Po wyjściu z wojska w randze kapitana, zajął się ponownie sprawami majątkowymi.
Po rozwiązaniu najważniejszych trudności w majątkach litewskich, osiadł Brzostowski w 1819 roku na stałe w dobrach sztabińskich. Za miejsce pobytu obrał dworek w Cisowie, skąd rozpoczął uporczywą pracę i walkę z wierzycielami.
To co uderza to niezwykła siła charakteru, możliwość obycia się bez luksusu mimo arystokratycznego pochodzenia i chęć podniesienia z upadku dóbr ojczystych. Brzostowski pracował nie tylko dla siebie. Był człowiekiem idei, która dodawała mu sił i wytrwałości w pracy. Ta idea to stworzenie kombinatu rolno-przemysłowego w dobrach sztabińskich – Rzeczypospolitej Sztabińskiej. Tu chciał wprowadzić w życie swoje pomysły i przekonania, które pokazują się jako humanitarne i postępowe w stosunku do tej epoki. Brzostowski uważał, że każdy człowiek musi sam na siebie zarobić, sam sobie wystarczyć, gdyż w przeciwnym razie jest pasożytem społecznym, i życie takie nie ma sensu. Oto co na ten temat czytamy w zostawionych przez niego zapiskach: „Pyszny jestem z tego, że sam sobie wystarczę. Gdybym to przekonanie stracił, życie by mnie obrzydło. Przestałbym żyć, gdybym nie mógł na moje życie zarobić. Zbytek i życie ponad stan oraz niemoralne źródła dochodu budziły odrazę hrabiego. Stosunek do pracy pańszczyźnianej wyraził w słowach skierowanych do poddanych: Uwalniam was od wszelkiej przymusowej roboty, bo wszelka przymusowa robota poniża człowieka, zmienia go w bydlę, wystawia na tysięczne pokrzywdzenia, tamuje jego moralne dźwignienie się.”

### Powstanie listopadowe
Ważnym momentem w życiu Brzostowskiego było powstanie listopadowe. Rozpoczął on służbę w wojsku Królestwa Polskiego najpierw w składnicach uzbrojenia w Suwałkach, następnie przeniesiono go do Warszawy. Tu został powołany do sztabu Korpusu Rezerwy, dowodzonego przez gen. Ludwika Paca. Został mianowany majorem w dniu 14 kwietnia 1831 roku z pozostawieniem przy dotychczasowych obowiązkach, następnie przeznaczony do szczególnych rozporządzeń ministra wojny. Brzostowski brał udział w bitwie pod Ostrołęką, gdzie odznaczył się wielkim męstwem, został ciężko ranny i w uznaniu odznaczono go Złotym Krzyżem Virtuti Militari.
W literaturze przedmiotu uważa się, że po upadku powstania Brzostowski wyemigrował w obawie przed represjami zaborcy wraz z tysiącami żołnierzy i oficerów do Francji i Anglii. Są jednak poważne przesłanki aby twierdzić, że Brzostowski w emigracji udziału nie brał. Zachował się akt przysięgi złożonej dnia 07.09.1831 roku przez Karola Brzostowskiego na wierność carowi. W dopisku znajduje się adnotacja, że Brzostowski udaje się do swoich dóbr sztabińskich. Tak więc Brzostowski emigrować nie musiał, a za granicę mógł później wyjeżdżać legalnie. Pewnie jeszcze na początku powstania zapisał „symulacyjnie” swojej siostrze Izabeli współwłasność dóbr sztabińskich obawiając się konfiskaty majątku przez władze carskie. Po złożeniu przysięgi powrócił do Cisowa i kontynuował rozpoczęte reformy.

### Okres po powstaniu
Lata po powstaniu listopadowym upływały Brzostowskiemu pod znakiem pracy nad rozwojem Rzeczypospolitej Sztabińskiej. Inwestował, reformował, rozbudowywał przemysł i rolnictwo, wychowywał swych poddanych do samodzielności.
Odziedziczone przez hrabiego po rodzicach dobra krasnoborskio-sztabińskie przedstawiały stan godny pożałowania. Był to spory majątek, 770 włók liczący (500 włók stanowiły lasy; do uprawy nadawało się 270 włók) jednak posiadający słabe gleby i niezwykle zdewastowany w wyniku rabunkowej gospodarki dzierżawców. W posiadaniu dworu znajdowało się 3600 morgów (2015 ha) gruntów uprawnych, łąk i pastwisk; 4500 morgów (2519 ha) uprawiali chłopi, resztę zajmowały lasy w większości wytrzebione ze starodrzewu, halizny, piaszczyste wydmy i rozległe bagna. Ludność dóbr nie przekraczała 3000 osób, w tym około 2400 chłopów. W czerwcu 1819 r. Brzostowski rozpoczął akcję oczynszowania pańszczyźnianych chłopów. Zawarł w tymże roku umowy o jednoroczną dzierżawę działek, gruntów, ogrodów i łąk, liczących po 15-20 morgów ze wszystkimi chłopami ośmiu wsi (Długie, Janówek, Jasionowo, Krasnybór, Krasnoborki, Kamień, Kunicha, Kryłatka). W ten sposób Brzostowski zawarł umowy dzierżawne z 79 gospodarzami. Wkrótce oczynszował pozostałych gospodarzy. Grunty zostały pomierzone i podzielone na kwadratowe poletka. Powierzchnia każdego wynosiła jedną morgę. Brzostowski ustanowił licytację na wydzierżawiane morgi. Ziemie orne dzieliły się na cztery zmiany. Obok zbóż ozimych, jarych i kawałka ugoru na czwartym poletku każdy włościanin obowiązany był sadzić kartofle. Każdego roku określoną ich ilość należało oddać do dworu. Była to tzw. zsypka kartoflana. Oprócz tego każdy włościanin miał obowiązek zachowania kolei siewu płodozmianu, pod karą zabrania i zlicytowania plonu z mylnego zasiewu. Oprócz ziemniaka wprowadzono nowe uprawy roślin. Były to plantacje chmielu tzw. „chmielnik” oraz kapusty „kapuśniaki”. Pojawiły się też buraki pastewne, koniczyna, pasternak. Rozwijano hodowlę zwierząt.

### Uprzemysłowienie wsi
Karol Brzostowski przyjął i zrealizował nową myśl – uprzemysłowienia gospodarstwa wiejskiego. Zdając sobie sprawę z tego, że inaczej dochodów nie osiągnie, oraz korzystając z miejscowych bogactw naturalnych postanowił rozwinąć działalność przemysłową. Już w 1819 podpisał umowę z majstrem kunsztu wyzwolonego fabryk huty szklanej, zamieszkałym w królestwie pruskim Gustawem Uklańskim o budowę i wydzierżawienie manufaktury szklanej w Koziej Szyi. Tak więc urządził Brzostowski hutę szkła zwyczajnego o pół mili od Cisowa, a gdy dzierżawca nie umiał wyjść na swoje i w przeciągu roku zbankrutował, Brzostowski wciągnięty znacznym nakładem, musiał fabrykę sam dalej prowadzić.
Brzostowski sprowadził książki techniczne i wyuczył się na hutnika. Po kilku latach manufaktura zaczęła przynosić poważne dochody. Stała się znaną ze swych wyrobów nie tylko w Królestwie, lecz i w guberniach zachodnich carskiej Rosji. Szklana manufaktura stała się zaczątkiem osady fabrycznej zwanej Hutą Sztabińską. Zabudowania huty wystawiono w latach 1819–1820 i składały się one z hali huty, prostowni tafel szklanych, tłuczarni, potażni, magazynu wyrobów szklanych. Hala huty była jedną z największych w wówczas w Polsce, natomiast powierzchnia wszystkich budynków przemysłowych tej manufaktury nie ustępowała najsłynniejszym obiektom tego typu w kraju i w Imperium Rosyjskim. Wszystkie zabudowania wzniesiono z drewna na fundamentach kamiennych.
W magazynie gotowych wyrobów szklanych zapisano w 1854 r. ponad pół miliona butelek różnych kształtów i pojemności, 18 000 szklanek, ponad 117 000 kieliszków rozmaitych kształtów, ponad 40 000 słoi, gąsiorów, i słoików, 13 800 karafek, 2500 kałamarzy oraz ponad 100 000 sztuk naczyń laboratoryjnych i aptekarskich, dzbanków, miednic wazonów do kwiatów, lamp, baniek, maselniczek i solniczek, „mamek” szklanych, ozdobnych buteleczek do wód kolońskich.
Załoga huty składała się z majstrów i rzemieślników narodowości niemieckiej, sprowadzonych z terenów dawnych Prus Wschodnich, którzy najpierw uruchomili manufakturę, a następnie przyuczali do zawodu synów chłopskich. Z biegiem czasu znaturalizowali się i nauczyli języka polskiego. Faktycznym kierownikiem huty był jej pisarz Szymon Walejewski, zaś jego zastępcą majster Fryderyk Wencel. Pracowało tu też kilkunastu chłopów terminatorów. Około 50 osób – chłopów z Sosnowa, Budzisk, Bud i innych wsi, zajętych było zawsze paleniem węgli i popiołów, wyrębem i dostawą drewna, transportem surowców i gotowych wyrobów. Tak więc huta szklana dawała zatrudnienie i możliwości zarobku sporej liczbie osób. Już Joachim Litawor Chreptowicz rozwijał przemysł metalowy w dobrach sztabińskich, korzystając z istniejących tu pokładów rudy darniowej. Jego wnuk rozwinął tę działalność i sprawił, iż Sztabin wkrótce zasłynął jako poważny ośrodek tego przemysłu.
Kiedy w 1824 roku rząd Królestwa postanowił zbudować Kanał Augustowski łączący dorzecze Niemna i Narwi aby ominąć pruską blokadę celną, Brzostowski wykorzystał tę szansę. Korzystając z tego, iż w pobliżu nie było fabryk żelaza, a cena za dostawy bardzo wysoka, Brzostowski wziął na siebie dostarczenie odlewów żelaznych, potrzebnych do budowy śluz kanałowych. Sprowadził z Prus formierza nazwiskiem Gize i urządził prowizoryczną pracownię w Janówku w szopie – dawnym browarze przy karczmie. Wykonane śluzy dały Brzostowskiemu sporą sumę 70 tysięcy zł polskich. Odtąd rozjaśniło się nieco niebo. Już miałem czem się obrócić; mogłem już pokazać się w interesach.
Mając już pewne doświadczenie wsparte wiedzą pochodzącą z fachowej lektury postanowił Brzostowski wybudować na terenie wsi Huta duże zakłady przemysłu metalowego. Urządził tu nowoczesną odlewnię, wielki piec „zgrzewany” przy pomocy własnoręcznie zbudowanej maszyny parowej, oraz wytwórnię maszyn i narzędzi rolniczych wraz ze wszelkimi magazynami i warsztatami. Powstała więc tu duża osad fabryczna.
W główny budynku przemysłowym w pomieszczeniu mieszczącym kasę i kancelarię, zainstalowany został aparat telegrafu elektromagnetycznego biegnącego linią do Cisowa. Urządzenie to zbudował Brzostowski jako pierwszy w Polsce.
Przy odlewni były warsztaty mechaniczne, gdzie obrabiano niektóre odlewy. W 1848 roku odlano tu sporo przedmiotów i maszyn o łącznej wadze 1680 cetnarów, tj. 68,5 ton. W 1850 liczba ta wzrosła do 127 ton., a w 1852 odlano 157 ton. Wyrabiano tu: kociołki, garnki żelazne, kotły, sagany, rondle, tygle, łyżki, widelce, moździerze, lichtarze, krucyfiksy, dzwony, gwichty, sztachety. Wykonywano tu też tysiące egzemplarzy galanterii metalowej: statuetek dewocyjnych, postaci historycznych i mitologicznych, ozdobne wazy, miseczki do wody święconej, nagrobki, pomniki i wiele innych przedmiotów użytkowych i ozdobnych.
W fabryce maszyn rolniczych produkowano wiele nieraz pionierskich wyrobów, do których należy niewątpliwie skonstruowana przez hrabiego mechaniczna dojarka pedałowa oraz młockarnia-sieczkarnia jego pomysłu. Produkowano tu kilka typów młocarń „angielskich”, sieczkarnie jedno lub dwunożowe systemu Lestera, siewniki do zboża i warzyw, koparki do ziemniaków, kosiarki do liści buraczanych, różne rodzaje kieratów, młynki do czyszczenia zboża, maszyny do mechanicznego obierania i płukania ziemniaków, maszyny do drenowania gruntów, do mieszania ciasta chlebowego, olejarnie, sikawki przeciwpożarowe, windy do wciągania ciężarów; wozy i sanie chłopskie, słoneczne i ścienne zegary, pługi, kultywatory, opielacze do ziemniaków, brony, i wszystkie części potrzebne do maszyn i narzędzi rolniczych.
Latem praca w zakładach trwała 11 godzin. Pracowało się w godzinach od 5 do 8, od 9-12 i od 14-19. Trzy razy dziennie pracownicy stawali do apelu. Zakłady metalowe w Hucie Sztabińskiej zatrudniały 52 pracowników, w tym 2 oficjalistów i 19 czeladników oraz terminatorów- praktykantów. Pracowało tu kilkunastu robotników zatrudnionych przy różnych pracach pomocniczych. Około 60 osób – chłopów z dóbr sztabińskich stale miało możliwości zarobku przy transporcie surowców i wyrobów, pracach ziemnych i budowlanych, wyrębie drewna itp. Wszystko to służyło dobru ludności, która miała dodatkowe możliwości zarobku oraz była odbiorcą nowoczesnych maszyn i narzędzi.
W Sztabinie nad Biebrzą zbudował hrabia przystań dla berlinek, którymi wyroby swoje wysyłał przez Goniądz, Wiznę do Łomży i Ostrołęki. Do Suwałk, Grodna i Kowna wysyłał wyroby furmankami. Oprócz wymienionych przedsiębiorstw szklanych i metalowych funkcjonował w dobrach sztabińskich browar, fabryka wódek gatunkowych w Cisowie, gorzelnia zlokalizowana w dawnym folwarku zwanym Popowszczyzną. Z mniejszych zakładów można wymienić cegielnię, garbarnię oraz tartak.
W Cisowie mieściła się kasa oszczędnościowa o oprocentowaniu 5%, z której w każdej chwili można było wycofać oszczędności. Ponadto funkcjonowała kasa pożyczkowa tzw. lombard wiejski. Warunkiem korzystania z niej była nieposzlakowana opinia pożyczkobiorcy. Pożyczki, które należało zabezpieczyć na budowlach, inwentarzu bądź też przyszłym zarobku we dworze udzielano na 6%. Sumy można było spłacać w terminach: kilkuletnim, rocznym, półrocznym, a także drobnymi ratami w każdą sobotę. Rok przed śmiercią hrabiego udzielano pożyczek bez żadnych weksli lub innych zabezpieczeń.
Hrabia ustanowił swoisty Kodeks Karny, który szczegółowo wymieniał kary za różne, przewinienia: złodziejstwo, niedbalstwo itp. Inne przepisy zmierzały do zwalczania problemu alkoholizmu. Obowiązkiem szynkarza było pilnowanie stanu upojenia alkoholowego przybyłych do karczmy. Za każdego pijanego szynkarz płacił 6 złp. grzywny. W przypadku nałogowych pijaków kartkę z nazwiskiem takiej osoby wieszano na drzwiach karczmy zakazując jej w ten sposób wstępu. Grzywnami karano też ludzi spędzających bardzo dużo czasu w karczmie. Grzywnie podlegał nawet karczmarz, jeśli nie zawiadomił dworu o takich osobach. Każdemu płacono też za nieuzasadnione przyjście do dworu, jeśli był wezwany bez potrzeby z winy oficjalistów. Kary za przewinienia i wykroczenia wpływały do skarbonek wiejskich i przeznaczane były na cele społeczne. Ponieważ obywatele byli świadomi iż jest to robione dla dobra ogółu, niektórzy sami wpłacali karę, zanim od ich tego zażądano.
Hrabia był wymagający oraz surowo karał, lecz wspierał włościan w razie potrzeby. Kiedy w 1846 roku wskutek klęski żywiołowej w kraju nastał głód, w składach założonych przez Brzostowskiego wieśniacy mogli kupować zboże i siano po cenach znacznie niższych od targowych. Ponadto byli zwolnieni od ciężarów, podatków itp., a chłopi mogli otrzymać pożyczki z funduszów dworskich. Poddani Brzostowskiego mieli również zapewnioną pomoc zdrowotną: Potrzebującym przywoził lekarstwa oraz zakładał apteki wiejskie, utrzymywane z pieniędzy wpłacanych przez ludność z tytułu rozmaitych kar. Gdy wiosną 1846 roku spłonęło wiele domów Sztabina, odebrawszy odszkodowanie z Dyrekcji Ubezpieczeń wystawił nowe budynki.
Karol Brzostowski sam będąc człowiekiem światłym, dużą wagę przywiązywał do wykształcenia i szkolnictwa. Nauki pobierano w szkółkach: fabrycznej, niedzielnej i od wędrujących nauczycieli. Nauczycielem był również sam Brzostowski, który osobiście uczył robotników i terminatorów skomplikowanych technologii produkcji w odlewnictwie, budowie maszyn, mechanice precyzyjnej, destylacji spirytusu. W testamencie pisał o obowiązku utrzymania przez ogół, nauczycieli i szkół. Efekt był taki, iż w 1860 roku większość mieszkańców umiała czytać i pisać (według odwiedzającego dobra Ludwika Pietrusińskiego), co w czasie kiedy w Królestwie Polskim było 79,2% analfabetów jest rzeczą imponującą.
Niezwykle istotną kwestią z „wychowawczego” punktu widzenia było zaprowadzenie w dobrach samorządu wiejskiego. W każdy poniedziałek we dworze zbierała się rada sołtysów na narady robocze. Sprawy sporne podlegały rozstrzygnięciu przez głosowanie. Sołtysi mieli prawo wyznaczania kar za uchylanie się od zsypki ziemniaczanej, składki na nauczyciela, powinności dla dworu, za niepłacenie podatków państwowych. Rozsądzali zatargi między chłopami. Od decyzji zastępcy wójta gminy oraz sołtysów odwoływano się do administracji dworskiej lub samego Brzostowskiego.
Innym organem samorządu była tzw. rada starszych złożona z kilkunastu najstarszych, wzorowych gospodarzy cieszących się powszechnym autorytetem. Stawiano tu najbardziej sporne i drażliwe sprawy: usuwanie dzierżawcy z gruntu za opilstwo, zaniedbanie gospodarstwa, złodziejstwo, a także cięższe występki przeciwko nietykalności cielesnej mieszkańców dóbr, przeciwko moralności.
Na podstawie testamentu Karola Brzostowskiego z 29 listopada 1853 roku chłopi dóbr sztabińskich uzyskali prawo zupełnej własności gruntów, zamiast dotychczasowej użytkowej. Ogółem chłopi otrzymali ok. 7200 morgów gruntów ornych, łąk pastwisk i ogrodów. Artykuł 6 nakładał na chłopów obowiązek opłaty skarbowych podatków dworskich oraz realizację długów i zobowiązań hipotecznych ciążących na dobrach. Wielkość tych opłat nie mogła przekroczyć połowy dotychczas płaconego czynszu. Wszystkie konieczne nadwyżki miały być pokrywane z dochodów funduszu fabrycznego. Właścicielami gruntów zostali gospodarze następujących wsi: Budziska, Budy, Chomaszewo, Długie, Ewy z Podgórzem, Fedorowizna, Janówek, Jasionowo, Kamień, Karolin, Kobyli Kąt, Krasnoborki, Krasnybór, Kryłatka, Kunicha, Lebiedzin Dworny, Motułka Mała, Motułka Wielka, Pogorzałe, Promiski, Sosnowo, Suchy Grąd, Sztabin, Ściokła, Wolne, Żmojdak.
Brzostowski swoim testamentem ustanowił też Instytucję Rolno-Przemysłową Sztabińską. Składała się ona z posiadłości rolnych i warsztatów przemysłowych. W dokumencie znajdują się szczegółowe postanowienia dotyczące zarządu i administracji Instytucji. Administratorem został Adolf Gerszow, przyjaciel i towarzysz broni Brzostowskiego z czasów wojskowych. Administrator miał niezwykle szerokie kompetencje, ale ciążyły na nim duże wymagania. Warunkiem powołania na to stanowisko było posiadanie wyższego wykształcenia technicznego i tytułu inżyniera. Miał mieszkać stale na terenie gminy. Musiał być wolny od nałogu hazardu. Swym postępowaniem i życiem miał dawać dobry przykład innym. Administracja miała odbywać się w sposób jawny, a wszystkie rozporządzenia miały być wydawane na piśmie. Wiele było tych obowiązków i zakazów spadłych na administratora, lecz jego uposażenie, władza i zarobki były niezwykle wysokie.
Hrabia Karol Brzostowski chorował na serce. W grudniu 1853 roku wyjechał do Francji w celu przeprowadzenia kuracji u paryskich specjalistów. Do kraju już nie zdążył powrócić. Umarł w Paryżu 25 lipca 1854 roku w domu przy ul. Boulevard des Italiens, mając 59 lat. Pochowano go początkowo na cmentarzu Montmartre, później zgodnie z wolą zapisaną w testamencie podróżnym, jego ciało przeniesiono na cmentarz Montmorency.

## Literatura dodatkowa
- Andrzej Grodek: Brzostowski Karol. W: Polski Słownik Biograficzny. T. 3: Brożek Jan – Chwalczewski Franciszek. Kraków: Polska Akademia Umiejętności – Skład Główny w Księgarniach Gebethnera i Wolffa, 1937, s. 50–51. Reprint: Zakład Narodowy im. Ossolińskich, Kraków 1989, ISBN 83-04-03291-0.
- Testament Karol Brzostowskiego w serwisie Polona.pl